# ニューヨーク・タイムズ・ビルディング
ニューヨーク・タイムズ・ビル (The New York Times Building) は、アメリカ合衆国ニューヨーク市マンハッタン区ミッドタウンのウエストサイドにある超高層ビルである。

## 概要
設計はイタリアのレンゾ・ピアノ。
高さはクライスラービルと同じ319m（軒高は228m）で、52階建て。2007年に完成した。2020年現在、ニューヨークで11番目に高いビルである。ビルの所有者はニューヨーク・タイムズを発行しているニューヨーク・タイムズ・カンパニー と、フォスター・シティ・エンタープライズ (en)。主要なテナントはニューヨーク・タイムズ、ボストン・グローブ、およびインターナショナル・ヘラルド・トリビューンである。
ポート・オーソリティ・ターミナルの向かいの8番街の40丁目と41丁目の間に位置しており、1年早く完成したハースト・タワーと共に8番街の新しいランドマークとなっている。